# Izvoarele (Teleorman)
Pour les articles homonymes, voir Izvoarele.
Izvoarele est une commune du județ de Teleorman en Roumanie.